# Observatoire Dyer
L'observatoire Dyer ou Arthur J. Dyer Observatory est un centre de recherche astronomique américain géré par l'université Vanderbilt, au Tennessee. Se trouvant à Brentwood, c'est le seul bâtiment de l'université à ne pas être situé à Nashville.
Depuis 2009, l'observatoire est inclus dans le Registre national des lieux historiques,.